# Злодол
Злодол је насеље у општини Бајина Башта, у Златиборском округу, у Србији. Према попису из 2022. било је 198 становника.

## Демографија
У насељу Злодол живи 375 пунолетних становника, а просечна старост становништва износи 50,3 година (47,6 код мушкараца и 53,1 код жена). У насељу има 164 домаћинства, а просечан број чланова по домаћинству је 2,55.
Злодол је насељен Србима (према попису из 2002. године), а у последња три пописа, примећен је пад у броју становника.
|  |

| Демографија | Демографија | Демографија |
| Година      | Становника  | Становника  |
| ----------- | ----------- | ----------- |
| 1948.       | 1.064       |             |
| 1953.       | 1.086       |             |
| 1961.       | 1.028       |             |
| 1971.       | 943         |             |
| 1981.       | 803         |             |
| 1991.       | 563         | 563         |
| 2002.       | 419         | 419         |

| Етнички састав према попису из 2002.‍ | Етнички састав према попису из 2002.‍ | Етнички састав према попису из 2002.‍ | Етнички састав према попису из 2002.‍ | Етнички састав према попису из 2002.‍ |
| ------------------------------------ | ------------------------------------ | ------------------------------------ | ------------------------------------ | ------------------------------------ |
|                                      |                                      |                                      |                                      |                                      |
| Срби                                 | Срби                                 |                                      | 418                                  | 99,76%                               |
| непознато                            | непознато                            |                                      | 1                                    | 0,23%                                |

| Година пописа     | 1948. | 1953. | 1961. | 1971. | 1981. | 1991. | 2002. |
| ----------------- | ----- | ----- | ----- | ----- | ----- | ----- | ----- |
| Број домаћинстава | 157   | 167   | 172   | 188   | 189   | 190   | 164   |

| Број чланова      | 1  | 2  | 3  | 4  | 5  | 6 | 7 | 8 | 9 | 10 и више | Просек |
| ----------------- | -- | -- | -- | -- | -- | - | - | - | - | --------- | ------ |
| Број домаћинстава | 41 | 66 | 19 | 17 | 10 | 7 | 3 | 1 | 0 | 0         | 2,55   |

| Пол    | Укупно | Неожењен/Неудата | Ожењен/Удата | Удовац/Удовица | Разведен/Разведена | Непознато |
| ------ | ------ | ---------------- | ------------ | -------------- | ------------------ | --------- |
| Мушки  | 197    | 50               | 125          | 16             | 5                  | 1         |
| Женски | 188    | 11               | 128          | 45             | 3                  | 1         |
| УКУПНО | 385    | 61               | 253          | 61             | 8                  | 2         |

| Пол    | Укупно                    | Пољопривреда, лов и шумарство | Рибарство                            | Вађење руде и камена | Прерађивачка индустрија       |
| ------ | ------------------------- | ----------------------------- | ------------------------------------ | -------------------- | ----------------------------- |
| Мушки  | 111                       | 48                            | 0                                    | 0                    | 21                            |
| Женски | 75                        | 66                            | 0                                    | 0                    | 3                             |
| УКУПНО | 186                       | 114                           | 0                                    | 0                    | 24                            |
| Пол    | Производња и снабдевање   | Грађевинарство                | Трговина                             | Хотели и ресторани   | Саобраћај, складиштење и везе |
| Мушки  | 3                         | 10                            | 4                                    | 0                    | 3                             |
| Женски | 0                         | 0                             | 3                                    | 0                    | 0                             |
| УКУПНО | 3                         | 10                            | 7                                    | 0                    | 3                             |
| Пол    | Финансијско посредовање   | Некретнине                    | Државна управа и одбрана             | Образовање           | Здравствени и социјални рад   |
| Мушки  | 0                         | 1                             | 3                                    | 3                    | 1                             |
| Женски | 0                         | 0                             | 0                                    | 1                    | 2                             |
| УКУПНО | 0                         | 1                             | 3                                    | 4                    | 3                             |
| Пол    | Остале услужне активности | Приватна домаћинства          | Екстериторијалне организације и тела | Непознато            | Непознато                     |
| Мушки  | 14                        | 0                             | 0                                    | 0                    | 0                             |
| Женски | 0                         | 0                             | 0                                    | 0                    | 0                             |
| УКУПНО | 14                        | 0                             | 0                                    | 0                    | 0                             |